# Smoothened
Smoothened é uma proteína do tipo receptor acoplado à proteína G codificada pelo gene SMO da via de sinalização Hedgehog, conservadas de moscas a humanos. É o alvo molecular do teratógeno ciclopamina.

## Leitura de apoio
- Chen Y, Struhl G (1996). «Dual roles for patched in sequestering and transducing Hedgehog.». Cell. 87 (3): 553–63. PMID 8898207. doi:10.1016/S0092-8674(00)81374-4
- Stone DM, Hynes M, Armanini M;  et al. (1996). «The tumour-suppressor gene patched encodes a candidate receptor for Sonic hedgehog.». Nature. 384 (6605): 129–34. PMID 8906787. doi:10.1038/384129a0
- Xie J, Murone M, Luoh SM;  et al. (1998). «Activating Smoothened mutations in sporadic basal-cell carcinoma.». Nature. 391 (6662): 90–2. PMID 9422511. doi:10.1038/34201
- Reifenberger J, Wolter M, Weber RG;  et al. (1998). «Missense mutations in SMOH in sporadic basal cell carcinomas of the skin and primitive neuroectodermal tumors of the central nervous system.». Cancer Res. 58 (9): 1798–803. PMID 9581815
- Sublett JE, Entrekin RE, Look AT, Reardon DA (1999). «Chromosomal localization of the human smoothened gene (SMOH) to 7q32. 3 by fluorescence in situ hybridization and radiation hybrid mapping.». Genomics. 50 (1): 112–4. PMID 9628830. doi:10.1006/geno.1998.5227
- McGarvey TW, Maruta Y, Tomaszewski JE;  et al. (1998). «PTCH gene mutations in invasive transitional cell carcinoma of the bladder.». Oncogene. 17 (9): 1167–72. PMID 9764827. doi:10.1038/sj.onc.1202045
- Chidambaram A, Gerrard B, Hanson M, Dean M (1998). «Chromosomal localization of the human and murine orthologues of the Drosophila smoothened gene.». Genomics. 53 (3): 416–7. PMID 9799615. doi:10.1006/geno.1998.5531
- Carpenter D, Stone DM, Brush J;  et al. (1998). «Characterization of two patched receptors for the vertebrate hedgehog protein family.». Proc. Natl. Acad. Sci. U.S.A. 95 (23): 13630–4. PMC 24870. PMID 9811851. doi:10.1073/pnas.95.23.13630
- Detmer K, Walker AN, Jenkins TM;  et al. (2000). «Erythroid differentiation in vitro is blocked by cyclopamine, an inhibitor of hedgehog signaling.». Blood Cells Mol. Dis. 26 (4): 360–72. PMID 11042037. doi:10.1006/bcmd.2000.0318
- Long F, Zhang XM, Karp S;  et al. (2002). «Genetic manipulation of hedgehog signaling in the endochondral skeleton reveals a direct role in the regulation of chondrocyte proliferation.». Development. 128 (24): 5099–108. PMID 11748145
- Incardona JP, Gruenberg J, Roelink H (2002). «Sonic hedgehog induces the segregation of patched and smoothened in endosomes.». Curr. Biol. 12 (12): 983–95. PMID 12123571. doi:10.1016/S0960-9822(02)00895-3
- Lowrey JA, Stewart GA, Lindey S;  et al. (2002). «Sonic hedgehog promotes cell cycle progression in activated peripheral CD4(+) T lymphocytes.». J. Immunol. 169 (4): 1869–75. PMID 12165511
- Taipale J, Cooper MK, Maiti T, Beachy PA (2002). «Patched acts catalytically to suppress the activity of Smoothened.». Nature. 418 (6900): 892–7. PMID 12192414. doi:10.1038/nature00989
- Katayam M, Yoshida K, Ishimori H;  et al. (2003). «Patched and smoothened mRNA expression in human astrocytic tumors inversely correlates with histological malignancy.». J. Neurooncol. 59 (2): 107–15. PMID 12241103. doi:10.1023/A:1019660421216
- Strausberg RL, Feingold EA, Grouse LH;  et al. (2003). «Generation and initial analysis of more than 15,000 full-length human and mouse cDNA sequences.». Proc. Natl. Acad. Sci. U.S.A. 99 (26): 16899–903. PMC 139241. PMID 12477932. doi:10.1073/pnas.242603899
- Couvé-Privat S, Bouadjar B, Avril MF;  et al. (2003). «Significantly high levels of ultraviolet-specific mutations in the smoothened gene in basal cell carcinomas from DNA repair-deficient xeroderma pigmentosum patients.». Cancer Res. 62 (24): 7186–9. PMID 12499255
- Scherer SW, Cheung J, MacDonald JR;  et al. (2003). «Human chromosome 7: DNA sequence and biology.». Science. 300 (5620): 767–72. PMC 2882961. PMID 12690205. doi:10.1126/science.1083423
- Grachtchouk V, Grachtchouk M, Lowe L;  et al. (2003). «The magnitude of hedgehog signaling activity defines skin tumor phenotype.». EMBO J. 22 (11): 2741–51. PMC 156767. PMID 12773389. doi:10.1093/emboj/cdg271
- Gerhard DS, Wagner L, Feingold EA;  et al. (2004). «The status, quality, and expansion of the NIH full-length cDNA project: the Mammalian Gene Collection (MGC).». Genome Res. 14 (10B): 2121–7. PMC 528928. PMID 15489334. doi:10.1101/gr.2596504
- Chen W, Ren XR, Nelson CD;  et al. (2005). «Activity-dependent internalization of smoothened mediated by beta-arrestin 2 and GRK2.». Science. 306 (5705): 2257–60. PMID 15618519. doi:10.1126/science.1104135